# Aeroportul Lubang
Aeroportul Lubang (IATA: LBX, ICAO: RPLU) este un aeroport din Lubang⁠(d), Occidental Mindoro⁠(d), Mimaropa⁠(d), Filipine ce deservește zona Lubang Island⁠(d). Aeroportul a fost tranzitat în 2021 de 23.956 de pasageri.
Situat la o altitudine de 13 m, aeroportul dispune de o singură pistă. Este operat de Civil Aviation Authority of the Philippines⁠(d).